# Sprawa życia i śmierci
Sprawa życia i śmierci (ang. A Matter of Life and Death) – brytyjski melodramat fantasy z 1946 roku w reżyserii Michaela Powella i Emerica Pressburgera, którego akcja rozgrywa się w Anglii podczas II wojny światowej. W filmie występują David Niven, Roger Livesey, Raymond Massey, Kim Hunter i Marius Goring. Zdjęcia kręcono w hrabstwach Devon i Surrey.
Film został pierwotnie wydany w Stanach Zjednoczonych pod tytułem Stairway to Heaven, który wywodzi się z najwyraźniejszego efektu specjalnego filmu: szerokich schodów ruchomych łączących Ziemię z życiem pozagrobowym. Tematem filmu jest Sąd Ostateczny nad Peterem Carterem (Niven), pilotem RAF-u z okresu II wojny światowej, który po zestrzeleniu ląduje bez spadochronu. Podczas gdy na Ziemi trwa operacja Cartera, od której zależy jego życie, nieprzytomny pilot snuje fantazję o sporze niebiańskiego sądu o to, czy odebrać Carterowi życie, czy pozwolić mu przeżyć, by mógł poślubić swoją amerykańską ukochaną (Hunter).
W 1999 roku Sprawa życia i śmierci znalazła się na 20. miejscu na liście 100 najlepszych brytyjskich filmów według Brytyjskiego Instytutu Filmowego. W 2004 roku w ankiecie magazynu „Total Film” z udziałem 25 krytyków filmowych Sprawa życia i śmierci została uznana za drugi najlepszy brytyjski film w historii, zaraz po Dopaść Cartera (1971). W 2012 roku zajęła 90. miejsce wśród krytyków i 322. wśród reżyserów w plebiscycie „Sight & Sound” na najlepsze filmy, jakie kiedykolwiek powstały.